# لیک (لوئیزیانا)
لیک (به انگلیسی: Lake) یک منطقهٔ مسکونی در ایالات متحده آمریکا است که در لوئیزیانا واقع شده‌است. لیک ۳٫۰۵ متر بالاتر از سطح دریا واقع شده‌است.